# Bruno Wiefel
Bruno Wiefel (* 2. Dezember 1924 in Kirchen bei Betzdorf; † 23. September 2001 in Leverkusen) war ein deutscher Politiker (SPD).

## Leben und Beruf
Nach dem Besuch der Volksschule zog Wiefel mit seinen Eltern nach Opladen und ging dort auf die Hindenburgschule (heute Grundschule Herzogstraße). Er besuchte von 1939 bis 1943 die fliegertechnische Vorschule in Berlin-Rudow. Zum 1. September 1942 trat er der NSDAP bei. Er nahm anschließend als Soldat am Zweiten Weltkrieg teil und geriet zuletzt in britische Gefangenschaft.
Nach seiner Rückkehr aus der Kriegsgefangenschaft arbeitete Wiefel seit 1947 beim Bundesbahnausbesserungswerk in Opladen. Daneben engagierte er sich gewerkschaftlich und war von 1951 bis 1956 Erster Bevollmächtigter der Gewerkschaft der Eisenbahner in Opladen. 1953/54 absolvierte er ein Studium an der Sozialakademie Dortmund und 1956 erhielt er ein Stipendium an der Harvard University in den Vereinigten Staaten. Er war bis 1962 als parlamentarischer Verbindungssekretär in Bonn tätig und wurde im Anschluss geschäftsführendes Vorstandsmitglied des Gemeinnützigen Bauvereins in Opladen.
Bruno Wiefel engagierte sich aktiv für die Städtepartnerschaft mit der englischen Stadt Bracknell und als Ehrenvorsitzender im Opladener Geschichtsverein von 1979 e. V. Leverkusen.

## Partei
Wiefel schloss sich 1948 der SPD an. Er wurde 1958 zum Vorsitzenden der SPD Opladen gewählt und war von 1959 bis 1970 Vorsitzender des SPD-Unterbezirks Rhein-Wupper.

## Abgeordneter
Wiefel war von 1952 bis 1974 Ratsmitglied der Stadt Opladen und wurde dort 1956 zum Vorsitzenden der SPD-Fraktion gewählt. Nach der Gebietsreform war er von 1975 bis 1989 Ratsmitglied der Stadt Leverkusen. Am 4. Oktober 1961 rückte er für den Abgeordneten Heinrich Stephan in den nordrhein-westfälischen Landtag nach, dem er bis 1962 angehörte.
Dem Deutschen Bundestag gehörte Wiefel von 1965 bis 1987 an. Im Parlament vertrat er den  Wahlkreis Leverkusen - Opladen.

## Öffentliche Ämter
Wiefel amtierte 1955/56 als stellvertretender Bürgermeister und von 1958 bis 1974 als Bürgermeister der Stadt Opladen.

## Bruno-Wiefel-Preis
Bruno Wiefel war in seinem langen politischen Leben immer durch sein Bemühen um Bürgernähe und Pragmatismus geprägt. Was für ihn zählte, war menschliche Begegnung. Seine besondere Aufmerksamkeit galt der Förderung bürgerschaftlichen Engagements. Dies zeigt sich auch in seinem persönlichen Einsatz für die Vereine seiner Stadt.
So entsprang auch die Städtepartnerschaft mit Bracknell im Jahre 1973 seiner Initiative. Von Anfang an ging es ihm um eine Partnerschaft der Bürger, nicht der offiziellen Shakehands". Persönliche Begegnungen und Erfahrungen sollten im Mittelpunkt dieser Partnerschaft stehen. Seine Freundschaft mit der britischen Amtskollegin Betty Lindop gab den Bürgern beider Städte ein Beispiel. Auch nach der kommunalen Neugliederung von 1975, als die Städtepartnerschaft auf Leverkusen überging, begleitete Bruno Wiefel die Partnerschaft aktiv, kritisch und gab ihr immer neue Impulse.
Als Gründungsmitglied zweier Vereine, des Englisch-Deutschen Clubs Opladen e. V. (1973) und des Freundeskreises Bracknell-Leverkusen e. V. (2001), hat sich Bruno Wiefel um die Belebung und Vertiefung der deutsch-britischen Beziehungen verdient gemacht.
Der Opladener Geschichtsverein von 1979 e. V. Leverkusen (von 2001 bis 2014 in Kooperation mit dem Freundeskreis Bracknell-Leverkusen e. V.) fördert und bewahrt den bürgerschaftlichen Geist, in dem Bruno Wiefel die Freundschaft zwischen Bracknell und Leverkusen aufgebaut und gepflegt hat. Aus diesem Grunde werden Bürger und Organisationen, die sich besondere Verdienste um die Pflege der Städtepartnerschaft im Geiste der europäischen Einigung erworben haben, mit dem Bruno-Wiefel-Preis ausgezeichnet.

## Ehrungen
- Bundesverdienstkreuz am Bande, 1973
- Bundesverdienstkreuz 1. Klasse, 1976
- Großes Bundesverdienstkreuz, 1985
- Ehrenring der Stadt Leverkusen, 1999

Seit 2003 wird durch den Freundeskreis Bracknell-Leverkusen der nach ihm benannten Bruno-Wiefel-Preis verliehen.
Die Begegnungsstätte des Gemeinnützigen Bauvereins Opladen eG in der Kölner Straße 100 heißt Bruno-Wiefel-Haus.
Der neue entstehende Platz vor dem Opladener Bahnhof am Ende der Bahnhofstraße heißt künftig Bruno-Wiefel-Platz.